# Alamosa (Colorado)
Alamosa ist eine City im südlichen Teil des US-Bundesstaates Colorado und zugleich County Seat des Alamosa Countys. Die Siedlung wird als Home Rule Municipality geführt und ist wirtschaftliches Zentrum im San Luis Valley. Der Ort wurde im Mai 1878 zur Stadt erhoben und am 12. August desselben Jahres urkundlich eingetragen. Alamosa ist die einwohnerstärkste Siedlung des Countys. Das U.S. Census Bureau hat bei der Volkszählung 2020 eine Einwohnerzahl von 9.806 ermittelt.

## Geschichte
Alamosa wurde im Mai 1878 durch die Denver and Rio Grande Western Railroad gegründet und wurde schnell ein wichtiges Zentrum für die Eisenbahn. Diese unterhielt in Alamosa für viele Jahre Einrichtungen für den Bau und den Unterhalt sowie den Frachtumschlag und Hauptsitz des verbliebenen Schmalspurnetzes der Eisenbahngesellschaft im Südwesten Colorados und Norden von New Mexico.
Das Adams State College, eine vierjährige staatliche Hochschule, wurde 1921 gegründet und bietet verschiedene Studiengänge. darunter Wirtschaftswissenschaften und Erziehungswissenschaften. Das Eisschnelllaufteam des ASC ist international bekannt.
Alamosa ist heute ein bekanntes Ziel für Touristen, die vor allem den nahegelegenen Great-Sand-Dunes-Nationalpark besuchen. Der Name der Stadt ist vom Alamosa River abgeleitet, an dem sie liegt. Der Begriff „Alamosa“ ist spanischen Ursprungs und bezieht sich auf die am Flussufer wachsenden Pappeln („cottonwoods“ auf Englisch).
In der Stadt gibt es mehrere Supermärkte und Restaurants, ein Regionalkrankenhaus und zwei Polikliniken.

## Geographie
Alamosas geographische Koordinaten sind 37° 28′ 8″ N, 105° 52′ 25″ W und liegt an der Kreuzung der beiden U.S. Highways 160 und 285, sowie der Colorado State Highway 17.
Nach den Angaben des United States Census Bureaus hat die Stadt eine Fläche von 10,3 km2, die vollständig auf Land entfallen.
Alamosa liegt im San Luis Valley, dem höchsten landwirtschaftlich genutzten Gebiet in den Vereinigten Staaten. Dieses ist wohl das ausgedehnteste in einem Gebirge liegende Tal der Welt, dessen trockenes Klima durch lange, kalte Winter und kurze, kühle Sommer geprägt ist. Die Farmer konzentrieren sich deswegen auf Sorten, die im kalten Klima gut wachsen. Das Tal hat seinen höchsten Punkt etwa 37 km von Alamosa entfernt in der Sangre de Cristo Range in einer Höhe von etwa 4300 m über dem Meeresspiegel, das Gebiet um Alamosa liegt in etwa 2300 m Höhe.

## Demographie
Zum Zeitpunkt des United States Census 2000 bewohnten Alamosa 7960 Personen. Die Bevölkerungsdichte betrug 770,3 Personen pro km2. Es gab 3215 Wohneinheiten, durchschnittlich 311,1 pro km2. Die Bevölkerung Alamosas bestand zu 68,53 % aus Weißen, 1,41 % Schwarzen oder African American, 2,20 % Native American, 0,95 % Asian, 0,26 % Pacific Islander, 22,36 % gaben an, anderen Rassen anzugehören und 4,28 % nannten zwei oder mehr Rassen. 46,80 % der Bevölkerung erklärten, Hispanos oder Latinos jeglicher Rasse zu sein.
Die Bewohner Alamosas verteilten sich auf 2974 Haushalte, von denen in 32,0 % Kinder unter 18 Jahren lebten. 40,5 % der Haushalte stellten Verheiratete, 14,6 % hatten einen weiblichen Haushaltsvorstand ohne Ehemann und 40,5 % bildeten keine Familien. 33,7 % der Haushalte bestanden aus Einzelpersonen und in 11,0 % aller Haushalte lebte jemand im Alter von 65 Jahren oder mehr alleine. Die durchschnittliche Haushaltsgröße betrug 2,36 und die durchschnittliche Familiengröße 3,04 Personen.
Die Stadtbevölkerung verteilte sich auf 24,4 % Minderjährige, 21,8 % 18–24-Jährige, 24,8 % 25–44-Jährige, 18,1 % 45–64-Jährige und 10,9 % im Alter von 65 Jahren oder mehr. Das Durchschnittsalter betrug 28 Jahre. Auf jeweils 100 Frauen entfielen 91,4 Männer. Bei den über 18-Jährigen entfielen auf 100 Frauen 89,1 Männer.
Das mittlere Haushaltseinkommen in Alamosa betrug 25.453 US-Dollar und das mittlere Familieneinkommen erreichte die Höhe von 33.017 US-Dollar. Das Durchschnittseinkommen der Männer betrug 27.100 US-Dollar, gegenüber 22.671 US-Dollar bei den Frauen. Das Pro-Kopf-Einkommen in Alamosa war 15.405 US-Dollar. 25,0 % der Bevölkerung und 18,1 % der Familien hatten ein Einkommen unterhalb der Armutsgrenze, davon waren 30,4 % der Minderjährigen und 17,0 % der Altersgruppe 65 Jahre und mehr betroffen.

## Verkehr
Über den Rio Grande führen zwei Straßen- und eine Eisenbahnbrücke. Dadurch ist Alamosa Verkehrsknotenpunkt vor der Grenze zum US-Bundesstaat New Mexico.
Abgesehen vom Individualverkehr wird Alamosa durch die San Luis and Rio Grande Railroad bedient. Great Lakes Airlines führt täglich drei Flüge zwischen Denver und Alamosa durch.

## Söhne und Töchter der Stadt
- Norman G. Thomas (1930–2020), Astronom, Entdecker des Asteroiden (2927) Alamosa
- Garrey Carruthers (* 1939), Politiker, von 1987 bis 1991 Gouverneur von New Mexico
- Michael Johnson (1944–2017), Songwriter und Gitarrist
- John Salazar (* 1953), Mitglied des US-Repräsentantenhauses
- Ken Salazar (* 1955), demokratischer Senator der Vereinigten Staaten für Colorado